# The Prime of Miss Jean Brodie
The Prime of Miss Jean Brodie is een korte roman van Muriel Spark uit 1961, oorspronkelijk verschenen in het tijdschrift The New Yorker. Het boek vertelt het verhaal van een onconventionele lerares lager onderwijs in Edinburgh in de jaren dertig, die een groep meisjes onder haar hoede neemt om er de elite van te maken. Onder de vele laagjes culturele en maatschappelijke beschouwingen gaat deze roman in wezen over seks. Het is een populair boek, dat als een moderne klassieker geldt.
In 1969 werd het boek verfilmd met Maggie Smith in de hoofdrol als Juffrouw Brodie.

## Samenvatting
De narratologische structuur van de roman is niet rechtlijnig; er wordt geregeld vooruit en achteruit door de tijd gesprongen. De lezer komt al vrij snel te weten dat Juffrouw Brodie, lerares aan een meisjesschool in Edinburgh, kort na de Tweede Wereldoorlog aan kanker is gestorven en dat ze er door de schooldirectrice is uitgewerkt. Ook blijkt al meteen dat Mary McGregor tijdens de oorlog in een hotelbrand in Cumbria is omgekomen en dat Sandy in een klooster is ingetreden en als non een ophefmakend boek over psychologie heeft geschreven.
De zogeheten Brodie set, de favoriete leerlingen van Jean Brodie, bestond uit zes meisjes die begin jaren dertig les bij haar volgden: Sandy, Eunice, Jenny, Rose, Mary en Monica. Deze tienjarigen hebben allen hun eigen ‘specialiteiten’, zoals de verteller de lezer ironisch inlicht. Sandy heeft een analytische geest en observeert mensen voortdurend. Eunice is de atleet van het zestal en is ‘vermaard’ om haar sportieve kwaliteiten. Jenny is de kunstzinnige en is ‘beroemd’ voor haar danstalent. Rose is de sensuele en zij wordt later ‘vermaard’ om seks. Mary is de slome; haar ‘specialiteit’ is haar domheid. Monica, ten slotte, is gerenommeerd voor ‘hoofdrekenen en opvliegendheid’.
Jean Brodie lapt het curriculum aan haar laars en vertelt liever over haar vakanties in het fascistische Italië, haar verloofde Hugh die in de Eerste Wereldoorlog om het leven kwam en haar favoriete kunstenaars. Ze acht wetenschap ondergeschikt aan kunst, ze bewondert Benito Mussolini en ze praat openlijk over haar seksleven. De meisjes van de Brodie set beleven een opwindend jaar vol spannende verhalen, nieuwe inzichten en nieuwsgierigheid naar seks. Juffrouw Brodie neemt haar uitverkoren leerlingen mee op wandelingen door de sloppenwijken van de oude binnenstad, brengt hen naar het theater en museum en speelt in het weekend golf met hen. De andere leerkrachten staan argwanend tegenover haar. Ze herhaalt keer op keer dat ze de beste jaren van haar leven aan haar leerlingen wijdt (‘I am in my prime’). Juffrouw Brodie eist dat haar leerlingen steeds met opgeheven hoofd lopen en praat in nodeloos ingewikkelde volzinnen (‘This is a fact which it is not expedient for anyone to hear who is not endowed with insight’).
Sandy ziet Juffrouw Brodie in een innige omhelzing met Teddy Lloyd, de leraar beeldende kunsten. Die is echter getrouwd en heeft een heleboel kinderen (‘zoals het een katholiek betaamt’), dus in plaats daarvan begint ze een affaire met Gordon Lowther, de zangleraar. Lowther is een welstellende vrijgezel met een villa in Cramond, waar Juffrouw Brodie geregeld de nacht doorbrengt, zodat haar nachtjapon een keer in zijn bed wordt aangetroffen. De directrice, Juffrouw Mackay, slaagt er bijna in om dit als argument aan te grijpen om Juffrouw Brodie uit de school te zetten.
Naarmate de meisjes ouder worden, begint hun te dagen dat Jean Brodie eigenlijk een lachwekkend figuur is en dat de Brodie set een poging was om haar elitaire opvattingen in de praktijk te brengen. Ofschoon ze met Gordon Lowther slaapt, is ze verliefd op Teddy Lloyd. Ze moedigt Rose, die geregeld voor Lloyd poseert, aan om op haar zestiende een affaire met hem te beginnen, zodat Rose dan als het ware een plaatsvervanger voor Juffrouw Brodie wordt. Tot haar verbijstering is het echter Sandy die een verhouding met Lloyd begint, dezelfde Sandy die later psychologie studeert en kloosterzuster wordt. Zij is de eerste die de manipulatieve aard van Juffrouw Brodie doorgrondt en ook degene die er uiteindelijk voor zorgt dat Juffrouw Brodie uit de school wordt gegooid.
Vele jaren later is Eunice met een arts getrouwd. Tijdens een bezoek aan het Edinburgh Festival legt ze bloemen op het graf van Juffrouw Brodie. Jenny is actrice geworden. Monica’s man wil van haar scheiden wegens haar agressieve opwellingen. Rose is reeds jaren met een zakenman gehuwd. Mary is reeds lang dood en allen betreuren dat ze haar destijds zo brutaal behandeld hebben. Juffrouw Brodie werd niet wegens haar seksuele escapades geschorst, maar omdat ze haar leerlingen het fascisme onderwees: een van de schoolmeisjes was weggelopen en omgekomen bij een ongeval in Spanje, waar ze op aansporen van Juffrouw Brodie heen was getrokken om aan de zijde van Franco te gaan strijden. Na de oorlog gaf Juffrouw Brodie grif toe dat Hitler ‘een beetje stout’ was geweest. Tot op het laatst vroeg ze zich af wie van haar meisjes haar eigenlijk ‘verraden’ had. Sandy‘s antwoord daarop luidde dat van verraad alleen sprake kan zijn indien er überhaupt trouw verschuldigd is.

## Receptie
The Prime of Miss Jean Brodie is een bekende Schotse roman. Hij vertoont autobiografische trekken; het personage Jean Brodie is tot op zekere hoogte gebaseerd op ene Miss Kay, een lerares die een diepe indruk op Muriel Spark maakte. Spark schreef dit boek in haar vroegere woning in Edinburgh; er zijn talloze verwijzingen naar wijken, gebouwen en voorsteden van de Schotse hoofdstad.
Na de oorspronkelijke publicatie in 1961 waren de reacties van collega-schrijvers gemengd; Anthony Burgess vond de roman te kort en zag de humor er niet van in, terwijl Evelyn Waugh en John Updike het boek juist uiterst amusant vonden. Mede dankzij de verfilming was The Prime of Miss Jean Brodie voor Muriel Spark een zeer winstgevend werk; ze omschreef de roman nog jaren later als haar ‘melkkoe’.